# Harvey Motor Truck Works
Harvey Motor Truck Works war ein Hersteller von Nutzfahrzeugen aus den USA.

## Unternehmensgeschichte
Das Unternehmen wurde 1911 in Harvey in Illinois gegründet. Im gleichen Jahr begann die Produktion von Lastkraftwagen. Der Markenname lautete Harvey. 1932 endete die Produktion.

## Fahrzeuge
Die ersten Modelle hatten zwischen 1,5 und 3 Tonnen Nutzlast. 1916 kam ein Fünftonner dazu.
In den 1920er Jahren lag der Bereich erneut zwischen 1,5 und 5 Tonnen. Die Vierzylindermotoren kamen von Buda.
1927 erschien der Road Builders’ Special mit sieben Vorwärts- und zwei Rückwärtsgängen.
1929 kamen Sechszylindermotoren dazu.